# Eupithecia frequens
Eupithecia frequens es una especie de polilla de la familia Geometridae. La especie fue descrita por primera vez por Arthur Gardiner Butler habiendo sido descrita en 1882, con distribución en Chile. El sintipo de la especie fue descrita en la provincia de Valdivia. El hábitat consiste en las provincias bióticas del Desierto de Coquimbá, Cordillera Central de los Andes, Valle Central y Selva Valdiviana Norte.

## Distribución
Se encuentra en las regiones de Coquimbo (provincia de El Qui), Valparaíso (provincia de Aconcagua), Santiago (provincia de Santiago), Maule (provincias de Curicó, Talca, Cauquenes y Linares) y Los Lagos (provincia de Valdivia) en Chile. ]

## Descripción
La longitud de las alas anteriores es de unos 8,5 milímetros (0,3 plg) en los machos y de 8,5 a 9,5 milímetros (0,3 a 0,4 plg) en las hembras. Se han registrado adultos en vuelo desde septiembre a enero y en abril y junio.